# Sellingerzwarteveen
Sellingerzwarteveen is een gehucht in de gemeente Westerwolde in de provincie Groningen. Het ligt iets ten noorden van Sellingen, langs de Ruiten Aa. Door het gehucht loopt het Noaberpad.
Dorpen: Barnflair · Bellingwolde · Blijham · Bourtange · Jipsingboertange · Oudeschans · Over de Dijk · Sellingen · Ter Apel · Ter Apelkanaal · Veelerveen · Vlagtwedde · Vriescheloo · Wedde · Wedderheide · Zandberg (deels)

Buurtschappen: Agodorp · Borgertange · Borgerveld · Bovenstreek · De Bouwte · De Bruil · De Bult · Den Ham · De Heemen · De Lethe · De Maten · De Oerde · De Straat (Engelkes) · Draaijerij · Ellersinghuizen · Hanetange · Harpel · Hoorn · Hoornderveen · Jipsingboermussel · Jipsinghuizen · Kielhuppen · Klein-Ulsda · Klontjebuurt · Koudehoek · Lammerweg · Laude · Lauderbeetse · Lauderzwarteveen · Laudermarke · Leemdobben · Lieskemeer · Loosterheide · Lutje Ham · Lutjeloo · Morige · Munnekemoer · Nienoordstreekje · Oosteinde · Overdiep · Pallert · Plaggenborg · Poldert · Renneborg · Rhederbrug · Rhederveld · Rijsdam · Roelage · 't Schot · Sellingerbeetse · Sellingerzwarteveen · Slegge · Stakenborg · Stobben · Ter Borg · Ter Haar · Ter Walslage · Ter Wisch · Tjabbesstreek · Veele · Veendijk · Veerste Veldhuis · Verbindingsweg · Vlagtwedder-Veldhuis · Vogelzang · Voorwold · Wedderbergen · Wedderveer · Weende · Weite · Wessingtange · Westeind · De Westert · Winschoterhogebrug (deels) · Winschoterzijl (deels) · Wollingboermarke · Wollinghuizen · Zuidveld · Zandstroom

Groningen: Steden en dorpen      Nederland: Provincies · Gemeenten